# Recopa Sudamericana 1996
La Recopa Sudamericana 1996 è stata l'ottava edizione della Recopa Sudamericana; in questa occasione a contendersi la coppa furono il vincitore della Coppa Libertadores 1995 e il vincitore della Supercoppa Sudamericana 1995.

## Tabellino
| Arbitro: | Epifanio González |

| |            | |
| Jardel 19’ Carlos Miguel 45+6’ Adílson 68’ Paulo Nunes 80’ | Marcatori  | 22’ Burruchaga |
| · a’ Danrlei · Francisco Arce · Catalino Rivarola · Adílson · Roger · João Antônio · Goiano · b’ Aílton · Carlos Miguel · Paulo Nunes · c’ Jardel · a’ Murilo · b’ Émerson · c’ Sílvio | Formazioni | · Faryd Mondragón · Néstor Clausen · Pablo Rotchen · José Serrizuela · Juan Carlos Ramírez a’ · Diego Cagna b’ · Roberto Acuña · Cristian Domizi · Jorge Burruchaga · Javier Mazzoni c’ · Roberto Molina · Gabriel Álvez a’ · Carlos Julio Bustos b’ · José Luis Calderón c’ |
| Luiz Felipe Scolari | Allenatori | Gregorio Pérez |